# 阿明·古伊里
阿明·费里德·古伊里（法語：Amine Ferid Gouiri；2000年2月16日—），是一名法国出生的阿爾及利亞足球运动员，场上司职中锋，現效力于法甲球队马赛，曾是法国U-21国青队队员。

## 俱乐部生涯

### 里昂
自2013年以来，古伊里就成为了里昂的一员。2017年7月3日，古伊里与里昂签下了自己的第一份职业合同，为期三年。
2016年9月10日，16岁的古伊里进入了球队的替补席。该场法甲比赛的对阵双方为里昂与波尔多，法国东南部球队最终1-3落败，但豪门绯闻对象古伊里却只能在板凳上枯坐全场。而当他17岁时，他才为里昂预备队完成了首秀。2017年11月19日，在里昂主场0-0战平蒙彼利埃的法甲比赛中，古伊里在第73分钟时替补登场，换下了唐吉·恩东贝莱，终于是完成了一线队首秀。

### 尼斯
2020年7月1日，古伊里转会加盟另一支法甲球队尼斯，与新东家签约4年，转会费约为700万欧元。2020年8月23日，在尼斯主场2-1击败升班马朗斯的法甲比赛中，古伊里完成了首秀，并包揽了球队的两粒进球。他也就此成为了为尼斯在法国顶级联赛完成首秀时打入至少两粒进球中最年轻的球员，打破了尘封70年的纪录。2020年10月29日，在尼斯1-0小胜贝尔谢巴工人的欧联杯小组赛中，古伊里攻入了全场的唯一一粒进球，帮助球队拿到三分。

## 国家队生涯
古伊里目前是一名法国青年国脚，他曾在2017欧少赛攻入7球，荣获赛事金靴奖。在那届赛事中发挥出色后，古伊里吸引到了多家欧洲豪门的目光，并被英媒《卫报》评为2017年最有潜力的青年才俊之一。
古伊里也在2017年印度U-17世界杯中代表法国队出战。在法国与新喀里多尼亚的比赛中，古伊里梅开二度，这场比赛也是他在该届赛事中的首秀。古伊里在赛事中合计打入5球，是法国队最强大的火力点之一。
在2018年的U-19欧洲杯中，古伊里连续在法国与土耳其及英格兰的第2场和第3场小组赛中梅开二度，状态十分火热。
於2023年9月，他宣佈改為代表阿爾及利亞參加國際賽事。

## 个人生活
古伊里于2000年2月16日出生在法国小城布尔关雅略。像很多知名的法国球星一样，他也是阿尔及利亚裔。

## 生涯数据

### 俱乐部
最後更新：2021年4月11日
| 俱乐部   | 赛季     | 联赛     | 联赛 | 联赛 | 杯赛 | 杯赛 | 联赛杯 | 联赛杯 | 欧战 | 欧战 | 其他 | 其他 | 合计 | 合计 |
| 俱乐部   | 赛季     | 联赛级别 | 出场 | 进球 | 出场 | 进球 | 出场   | 进球   | 出场 | 进球 | 出场 | 进球 | 出场 | 进球 |
| -------- | -------- | -------- | ---- | ---- | ---- | ---- | ------ | ------ | ---- | ---- | ---- | ---- | ---- | ---- |
| 里昂     | 2017–18  | 法甲     | 7    | 0    | 1    | 0    | 1      | 0      | 1    | 0    | —    | —    | 10   | 0    |
| 里昂     | 2018–19  | 法甲     | 0    | 0    | 0    | 0    | 0      | 0      | 0    | 0    | —    | —    | 0    | 0    |
| 里昂     | 2019–20  | 法甲     | 1    | 0    | 2    | 0    | 1      | 0      | 1    | 0    | —    | —    | 5    | 0    |
| 里昂     | 合计     | 合计     | 8    | 0    | 3    | 0    | 2      | 0      | 2    | 0    | —    | —    | 15   | 0    |
| 尼斯     | 2020–21  | 法甲     | 31   | 12   | 2    | 0    | —      | —      | 5    | 4    | —    | —    | 38   | 16   |
| 生涯合计 | 生涯合计 | 生涯合计 | 39   | 12   | 5    | 0    | 2      | 0      | 7    | 4    | 0    | 0    | 53   | 16   |

## 荣誉

### 个人
- 欧少赛金靴奖（英语：2017 UEFA European Under-17 Championship）：2017（英语：2017 UEFA European Under-17 Championship）[17]
- 欧少赛赛事最佳阵容：2017（英语：2017 UEFA European Under-17 Championship）[18]